# Horni járás
A Horni járás Ausztriában, Alsó-Ausztria tartományban található. Horni járás Waidhofen an der Thaya-i, Zwettli, Kremsvidéki és Hollabrunni járásokkal határos. Lakosainak száma 31 090 fő (2019. január 1.).

## A járáshoz tartozó települések
- Altenburg
- Brunn an der Wild
- Burgschleinitz-Kühnring
- Drosendorf-Zissersdorf
- Eggenburg
- Gars am Kamp
- Geras
- Horn
- Irnfritz-Messern
- Japons
- Langau
- Meiseldorf
- Pernegg
- Röhrenbach
- Röschitz
- Rosenburg-Mold
- Sigmundsherberg
- Sankt Bernhard-Frauenhofen
- Straning-Grafenberg
- Weitersfeld